# Nicolae Dăscălescu
Nicolae Dăscălescu, romunski general, * 29. junij 1884, † 28. september 1969.